# 台灣兒童節目列表

## 臺灣電視公司
- 兒童世界→愛的世界
- 兒童電視劇
- 天使樂園
- 妙妙
- 妙博士
- 123到台視
- 快樂小天使
- 咕咕感應圈
- 我是好寶寶
- 快樂童心園
- 彩虹街
- 快樂聖代
- 歡樂寶貝
- 歡樂家庭GO GO GO
- 小天才
- ㄆㄧ ㄌㄧ ㄆㄚ ㄌㄚ Lucky4
- 聰明看電視
- 親親寶貝
- 兒童才藝競賽

## 中國電視公司
- 大頭腦
- 貝貝劇場
- 哈哈樂園
- 音樂123
- 小小新聞
- 全員競賽 快快快
- 歡樂甜甜屋
- 童話世界
- 伊比呀呀
- 兒童天地
- 歡樂列車

## 中華電視公司
- 兒童樂園
- 小朋友
- 母子樂園
- 嘎嘎嗚啦啦
- 只要我長大
- 剪刀石頭布
- 神仙指頭
- 城門城門雞蛋糕
- 超級小玩家
- 兒童美語會話300句
- You & Me 階梯快樂英語
- 頑皮國王教美語
- 隱形兵團113
- 故事親親說
- 科學萬萬歲
- 一閃一閃亮晶晶
- 兒童新聞世界
- 摩登蛋頭族
- 大自然教室

## 公共電視節目→廣電基金節目
- 爆米花
- 彩虹森林
- 阿公講古
- 妙精靈
- 壺蓋先講古

## 公共電視文化事業基金會
- 水果冰淇淋
- 下課花路米
- 暑假花路米
- e4kids
- 聽故事遊世界
- 少年哈週刊
- 古典魔力客
- 故宮奇航
- 暑假就醬玩
- 就醬玩科學
- 台灣囝仔讚
- 科學玩很大
- 校園+-×廚
- 流言追追追

## 大愛電視台
- 呼叫妙博士
- 當我們童在一起
- 生活裡的科學
- 小主播看天下
- 唐朝小栗子
- 青春愛讀書
- 小主播看天下WOW

## MOMO親子台
- MOMO歡樂谷
- MOMO玩玩樂
- 狗狗週記
- 狗狗週記-Alpha交朋友
- 米飛玩玩樂
- momo小學堂-三字經
- 萬卷樓
- 小學PK王
- momo小學堂-弟子規
- 貝貝恩恩一起玩
- 歡樂小哈客
- 姆姆玩遊戲
- 東摸摸西摸摸

這些節目適合親子一起觀賞。

## 東森幼幼台
都是播一些卡通，例如：
- 櫻桃小丸子
- 海綿寶寶

讓小朋友有一個優節良好的節目的可以觀賞。